# Carex kimurae
Carex kimurae är en halvgräsart som beskrevs av Jisaburo Ohwi och Tetsuo Michael Koyama. Carex kimurae ingår i släktet starrar, och familjen halvgräs.
Artens utbredningsområde är Nansei-shoto. Inga underarter finns listade i Catalogue of Life.